# 7 tháng 6
Ngày 7 tháng 6 là ngày thứ 158 (159 trong năm nhuận) trong lịch Gregory. Còn 207 ngày trong năm.

## Sự kiện
- 1099 – Cuộc thập tự chinh thứ nhất: Liên quân Cơ Đốc bắt đầu bao vây Jerusalem nhằm đoạt thành từ Đế quốc Fatima Hồi giáo.
- 1654 – Louis XIV cử hành nghi lễ đăng quang quốc vương của Pháp.
- 1942 – Chiến tranh thế giới thứ hai: Hải quân Hoa Kỳ đánh bại cuộc tấn công của Hải quân Đế quốc Nhật Bản tại đảo san hô Midway.
- 1981 – Không quân Israel phá hủy Lò phản ứng hạt nhân Osiraq của Iraq trong Chiến dịch Opera.
- 1991 – Núi lửa Pinatubo tại Philippines phun trào tạo ra cột tro bụi cao 7 km.
- 2006 – Thủ lĩnh của Al-Qaeda tại Iraq là Abu Musab al-Zarqawi bị giết chết khi Không lực Hoa Kỳ đánh bom một cứ điểm gần Baqubah

## Sinh
- 1502 – João III, Vua của Bồ Đào Nha
- 1786 – Chief Seattle, thủ lĩnh người Mỹ
- 1959 – Mike Pence, Phó Tổng thống Hoa Kỳ
- 1969 – Joachim của Đan Mạch, Vương tử Đan Mạch
- 1970 – Nguyễn Thị Phương Thảo, doanh nhân Việt nam
- 1983 - Hồ Việt Trung, ca sĩ, nhạc sĩ người Việt Nam
- 1985 – Charlie Simpson, ca sĩ nhạc pop người Anh
- 1988 – Michael Cera, nam diễn viên Mỹ
- 1993 – Park Ji-Yeon, thành viên nhóm nhạc T-ara của Hàn Quốc
- Suzuhana Yuko, thành viên của Wagakki Band

## Mất
- 1891 – Đỗ Huy Liêu, danh sĩ và quan nhà Nguyễn Việt Nam (s. 1845)
- 1738 – Nguyễn Phúc Chú, chúa Nguyễn thứ 6 của Đàng Trong (s. 1697).
- 2013 - Richard Ramirez, kẻ sát nhân hàng loạt năm 1985 ở California Hoa Kỳ.(s .1960)